# France-Marie Watkins
Pour les articles homonymes, voir Watkins.
France-Marie Watkins, née le 25 novembre 1917 à Nashville, Tennessee (États-Unis) et morte le 28 mai 1995 à Boulogne-Billancourt, est une traductrice de l'anglais américain au français.

## Biographie
Elle amorce sa carrière en 1957 pour le compte des éditions Julliard. Après la traduction de plusieurs romans de littérature générale, elle s'oriente vers le roman populaire.
Elle a notamment traduit des ouvrages de science-fiction, dont la série Blade, Voyageur de l'Infini de Jeffrey Lord, la série L'Implacable de Richard Sapir et Warren Murphy pour les éditions Gérard de Villiers et le tome Les Robots de l'aube du Cycle des robots de Isaac Asimov.
Elle a aussi traduit de très nombreux romans policiers publiés dans la collection Série noire et dans d'autres collections policières. Elle a ainsi mis sa plume au service de nombreux auteurs du genre, notamment Fredric Brown, Horace McCoy, Mildred Davis, Ed McBain, Stuart M. Kaminsky, John D. MacDonald et Donald E. Westlake.
Elle a également traduit quelques romans d'espionnage pour la jeunesse, tels que Chris Cool.
En 1960, elle traduit Le jour le plus long de Cornelius Ryan.
Elle est apparue, en tant que « téléspectatrice experte », à la fin des épisodes 11 et 16 de la série Les Cinq Dernières Minutes en 1959-1960.